# Sébastien Winandy
Sébastien Isidore Joseph Winandy (Grand-Rechain, 20 januari 1874 - Dison, 20 juni 1939) was een Belgisch politicus en volksvertegenwoordiger.

## Biografie
Winandy was drukker van beroep en werd in 1907 gemeenteraadslid voor de katholieken in Dison; vanaf 6 juni 1910 was hij daar burgemeester, hetgeen hij tot 1927 zou blijven. Op 28 november 1918 werd hij verkozen tot volksvertegenwoordiger voor het arrondissement Verviers, ter opvolging van Julien Davignon. Hij bleef aan tot 1939.